# Донец, Людмила Семёновна
Людмила Семёновна Донец (21 декабря 1935, Харьков —12 февраля 2016, Москва) — советский и российский киновед, кинокритик.

## Биография
Родилась 21 декабря 1935 года в Харькове. Окончила филологический факультет Киевского государственного университета имени Тараса Шевченко. Пять лет преподавала литературу и русский язык в старших классах средней школы.
В 1964 году поступила на киноведческий факультет  Всесоюзного государственного института кинематографии (мастерская Николая Лебедева), который окончила в 1968 году.
В 1969—1974 годах работала редактором Одесской киностудии.
В 1975 году переехала в Москву. Работала редактором отдела публицистики редакции журнала «Искусство кино». Впоследствии заведовала в редакции отделом неигрового кино и кино стран СНГ.
Автор многочисленных статей и рецензий, опубликованных в журналах «Советский экран» и «Искусство кино».
Член Союза кинематографистов СССР и Союза кинематографистов России.
Умерла 12 февраля 2016 года в Москве.

## Награды и премии
- 1986 — первая премия Союза кинематографистов СССР за статью «Единственная в мире, или Киномир киностудии имени Горького»

## Фильмография

### Редактор
- 1969 — «13 поручений»
- 1970 — «…а человек играет на трубе»
- 1971 — «Море нашей надежды»
- 1971 — «Долгие проводы»
- 1972 — «За твою судьбу»
- 1973 — «Ринг»
- 1973 — «Каждый день жизни»
- 1974 — «Рейс первый, рейс последний»

### Сценарист
- 2004 — Вера Холодная. Прощальная краса